# Södertälje stadshus

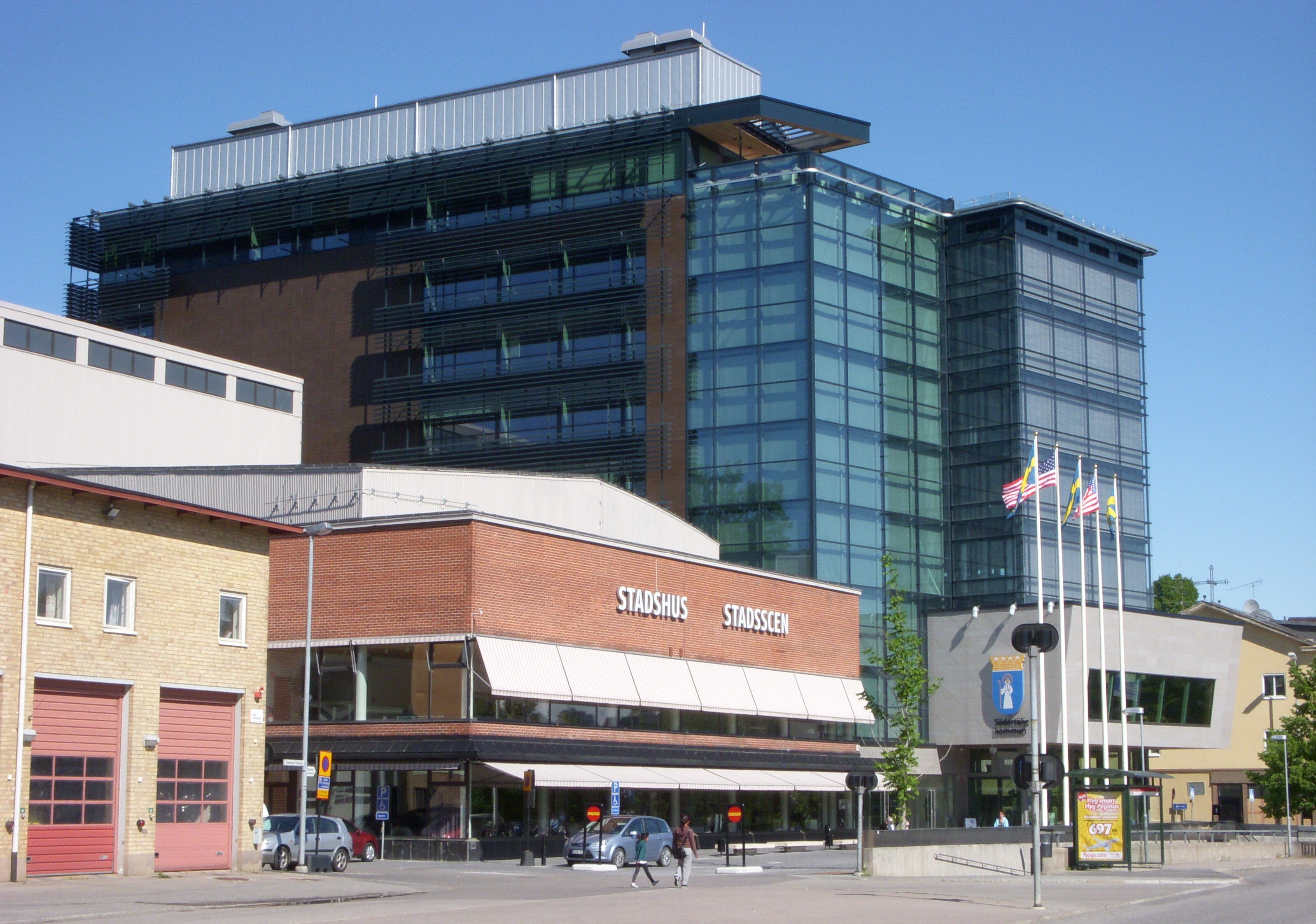
Södertälje stadshus och Södertälje stadsscen.

Södertälje stadshus är en byggnad på Nyköpingsvägen 26 i Södertälje. Byggnaden är ritat av arkitektföretaget BSK Arkitekter och invigdes på hösten 2008 av kung Carl XVI Gustaf. Södertälje stadshus är både kommunhus och kulturhus. Stadshuset har byggts i anslutning till Södertälje stadsscen som inrymmer scenerna Estrad och Trombon från 1970-talet.

## Arkitekttävling
I november 2004 utlyste Fastighets AB Karlavagnen i samarbete med Södertälje kommun en arkitekttävling för att gestalta och projektera det nya stadshuset i Södertälje kommun Syftet med tävlingen var enligt tävlingsprogrammet bland annat ”att ta fram ett koncept med en övergripande idé i form av en studie av byggnadens volym och förhållningssätt till staden.” Av de 28 som anmälde sitt intresse valdes fyra arkitektföretag ut för deltagande i tävlingen och BSK Arkitekter fick uppdraget med sitt vinnande förslag ”Tango”. 

## Interiör
Arkitektens huvudgrepp är den centrala ljusgården (atriet), som innehåller trappor och gallerier på de olika våningsplanen. Atriets transparens förstärks även genom mycket användande av glas som byggmaterial i räcken och skiljeväggar. I bottenvåningen finns reception och ett medborgarcenter. Däröver finns två publika våningar som innehåller teater, konferens, restaurang och utställning. 
Ett genomgående humoristiskt tema är en grafisk figurrad bestående av “gubbar och gummor” som återkommer på väggar, textilier, glaspartier och fönster, till och med på receptionens disk. Figurerna kan bilda långa köer eller olika mönster som stjärnor.

### Interiörbilder

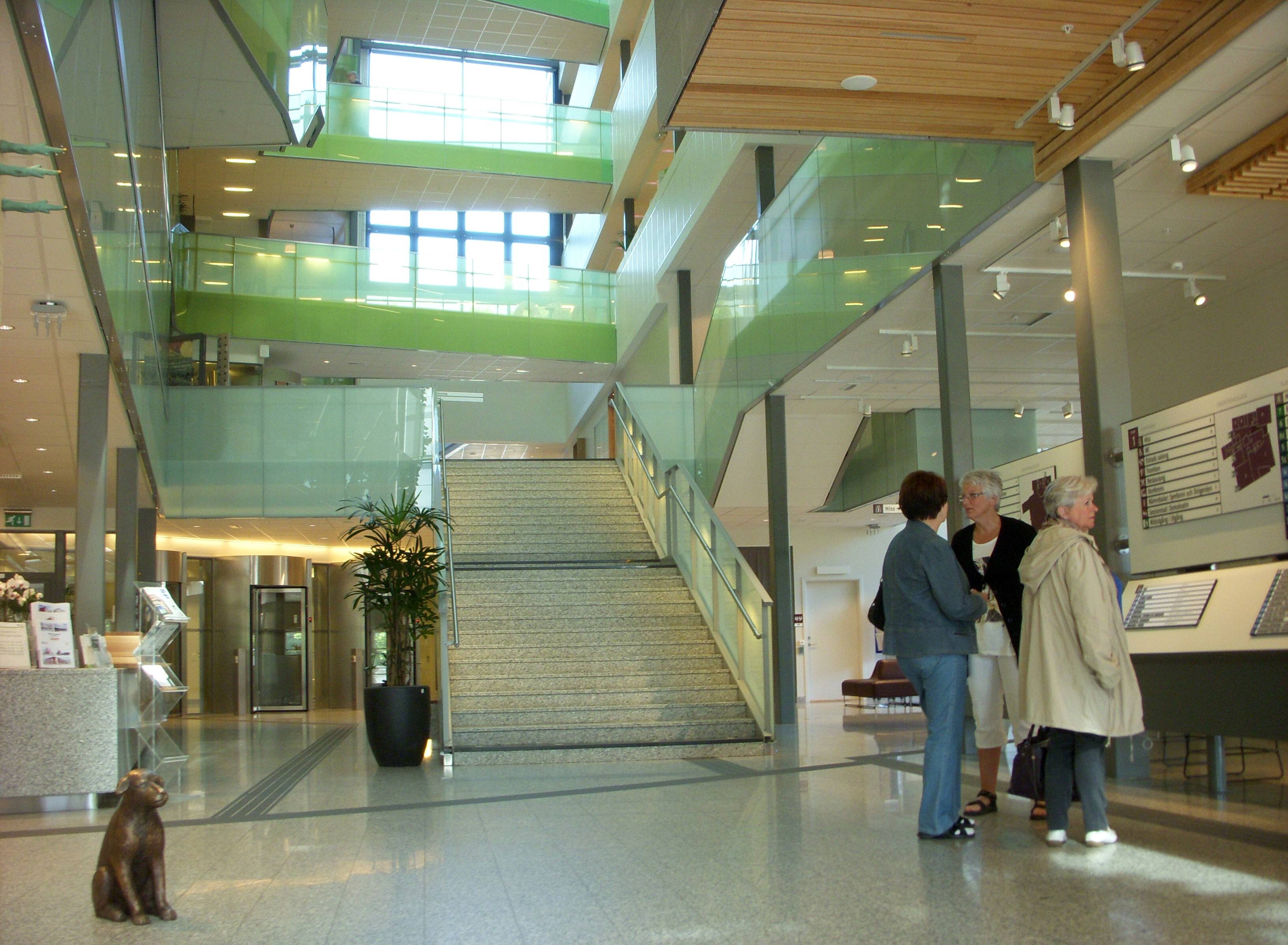
Atrium och huvudtrappan
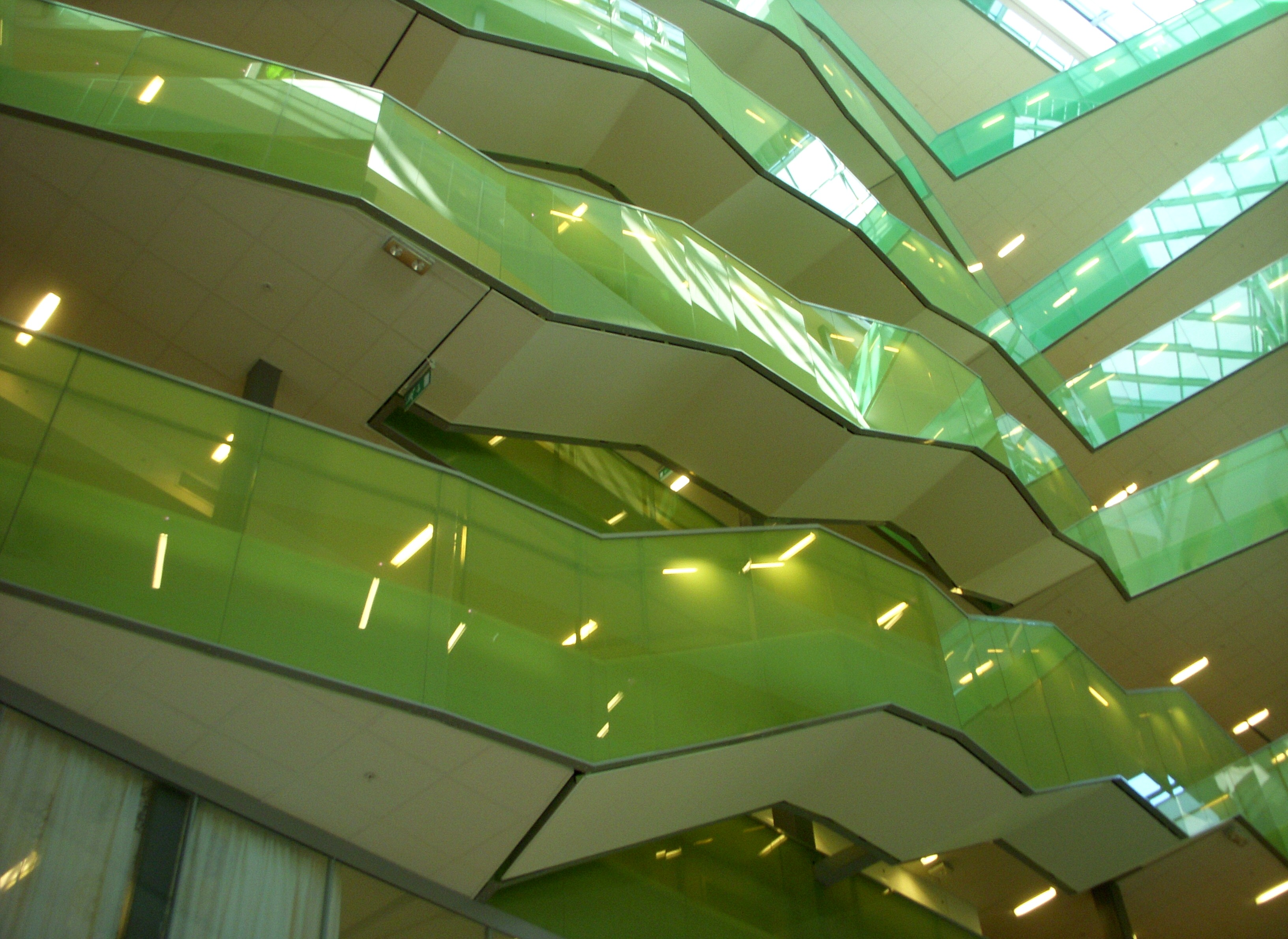
Huvudtrappan
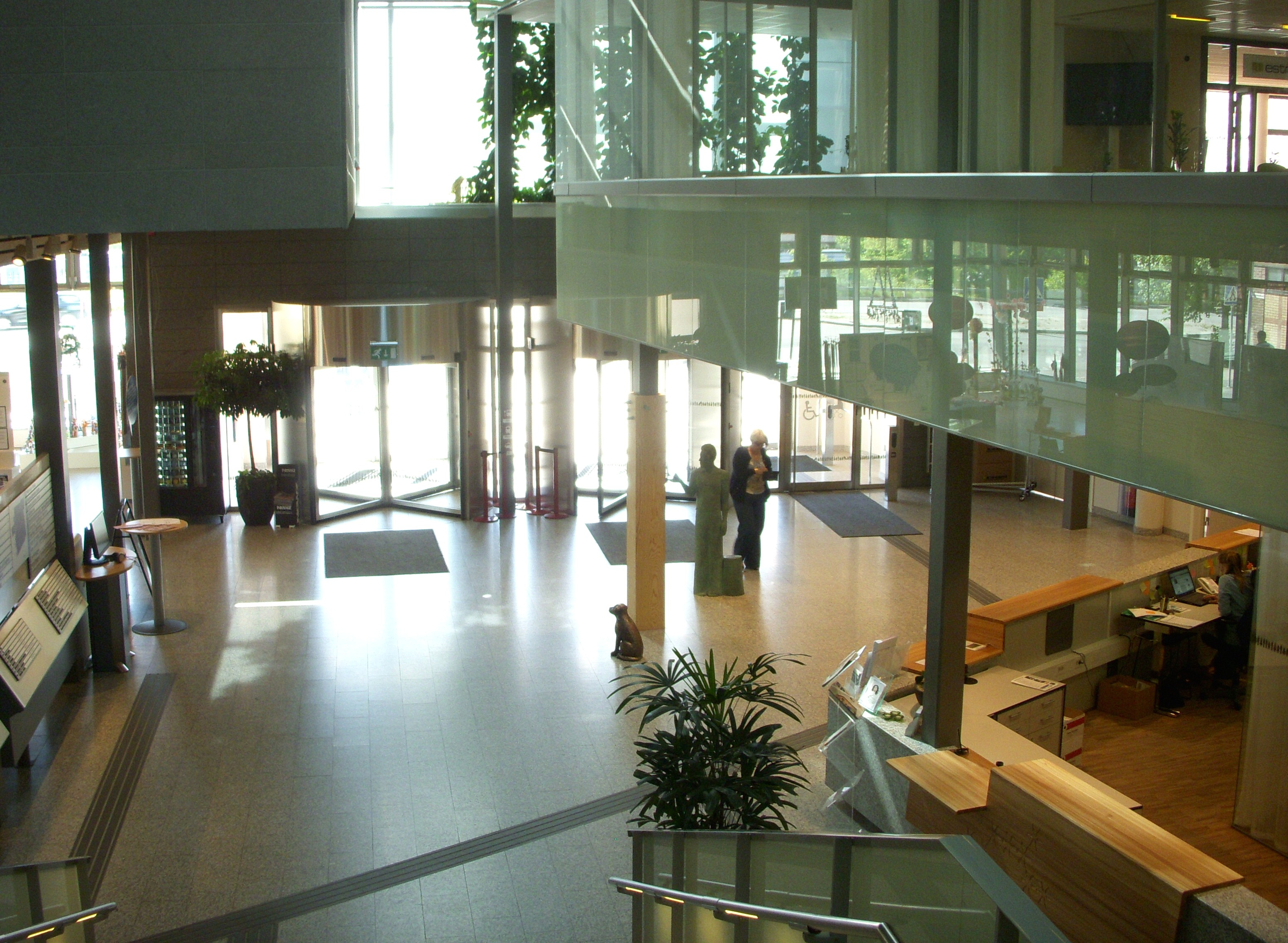
Entrén och receptionen
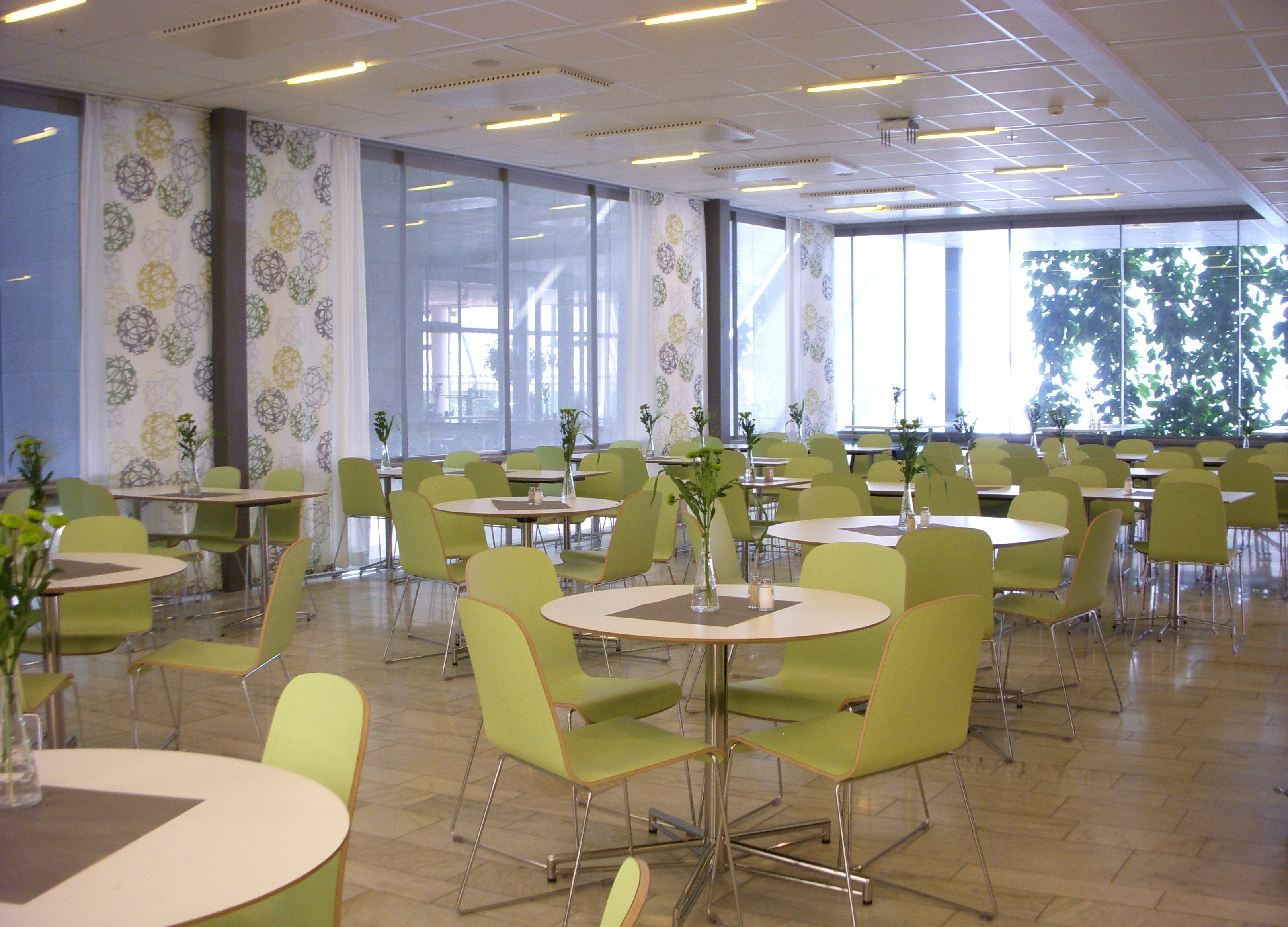
Publika matsalen

## Tillgänglighet
Stor vikt har lagts vid att stadshuset ska vara tillgängligt för alla. Södertälje stadshus är det första i Sverige som byggdes efter den nya tillgänglighetslagen. Det innebär i korthet att personer med synhandikapp själva kan sig in i och runt i byggnaden med hjälp av taktila ledstråk i gata/golv och med hjälp av taktila skyltar.

## Exteriör, ytor, kostnader
Husets yttre har en stram formgivning och signalerar att det rör sig om en offentlig byggnad. Det har nio våningar, fasadmaterialet består av kalksten, glas och stål. Den långt utskjutande plenisalen fungerar även som ett skärmtak för byggnaden och ger den ett karakteristiskt yttre. 
Totalytan omfattar 17 000 m² varav ca 10 000 m² är nybyggd. Totalkostnaden blev ca 370 Mkr, därav byggkostnad ca 295 Mkr och konstnärlig utsmyckning ca 3 Mkr. Fastighetsägare är Telge Fastigheter. 

### Exteriörbilder

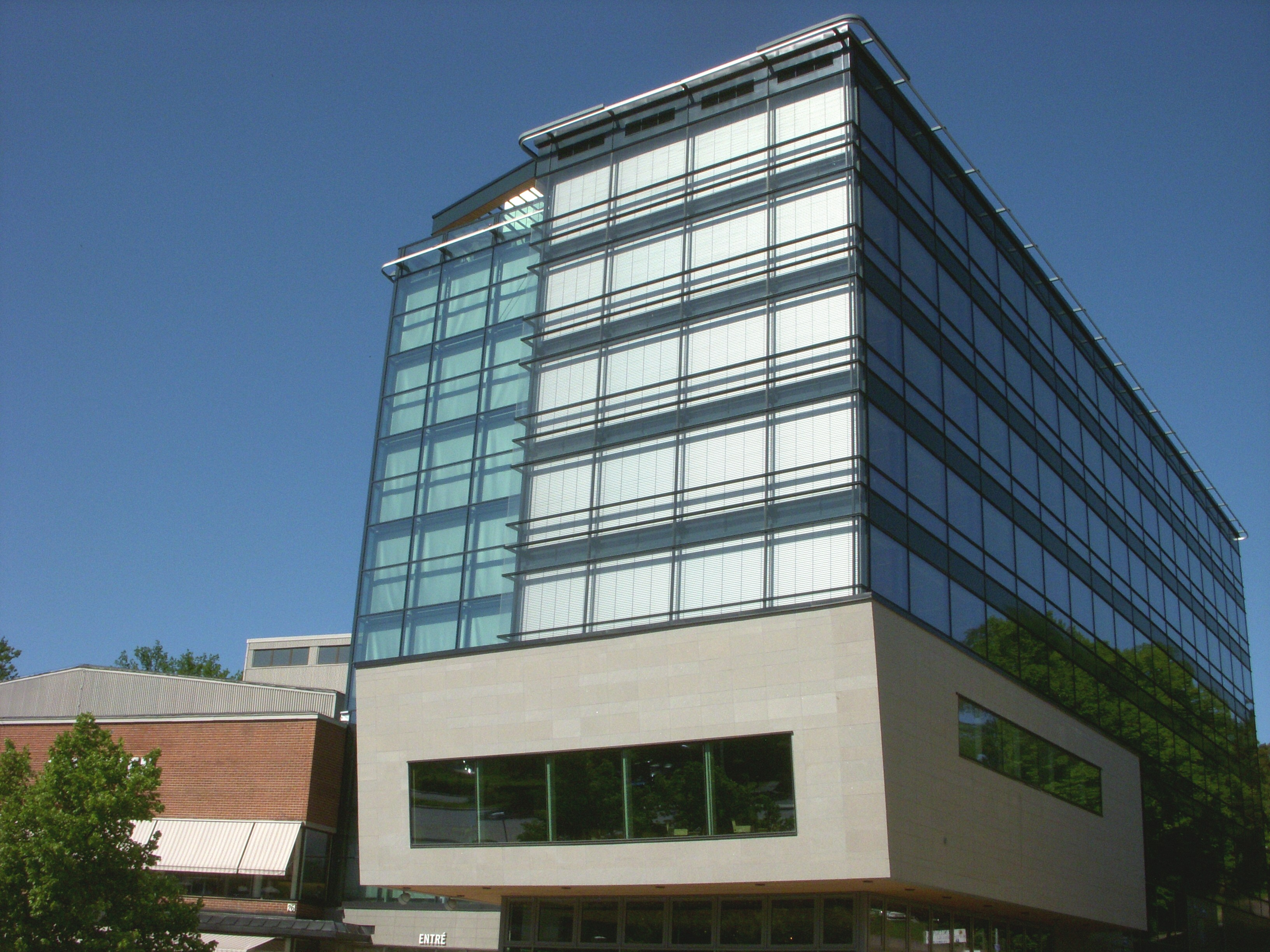
Gavel mot Campusgatan
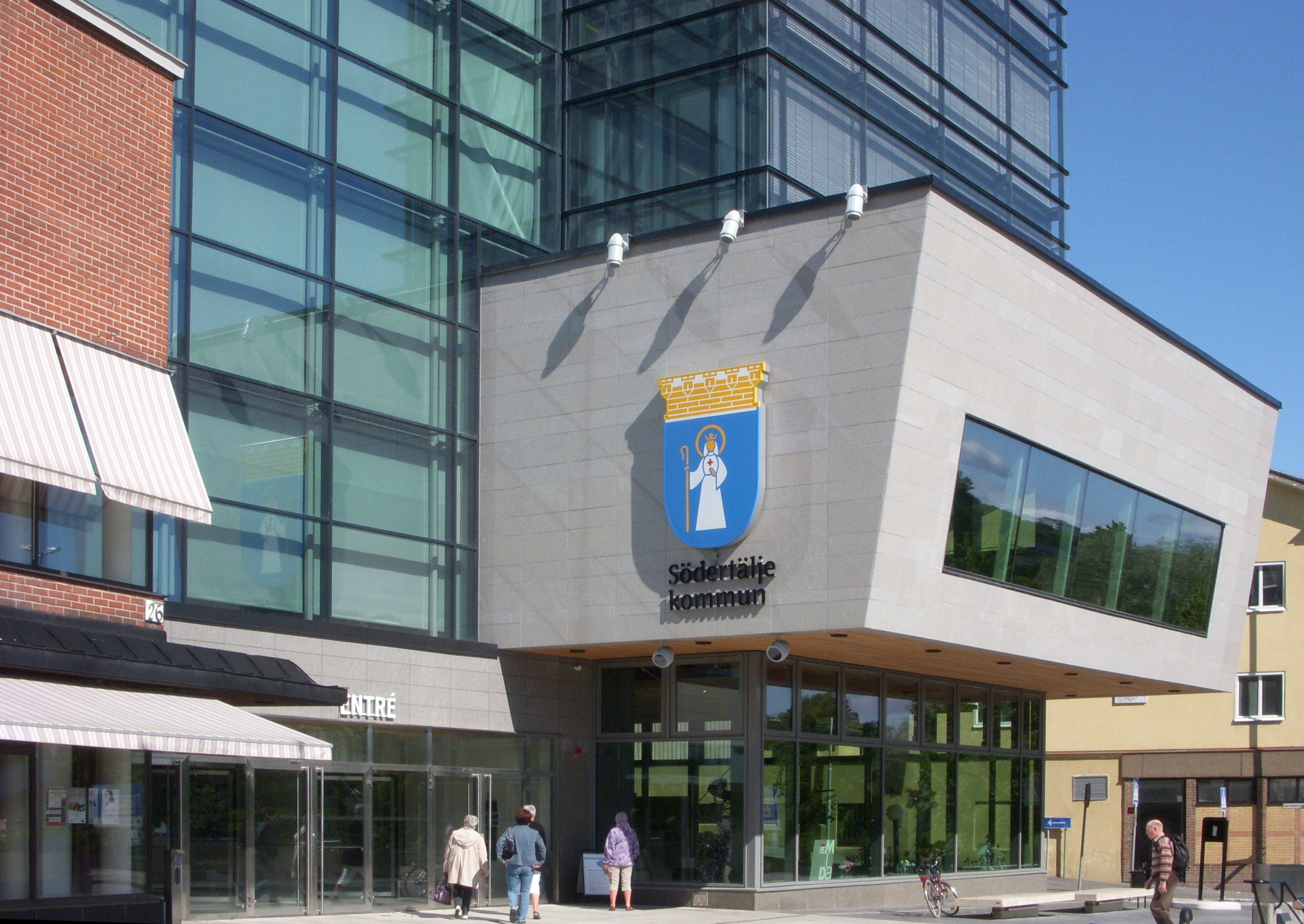
Den utkragande plenisalen
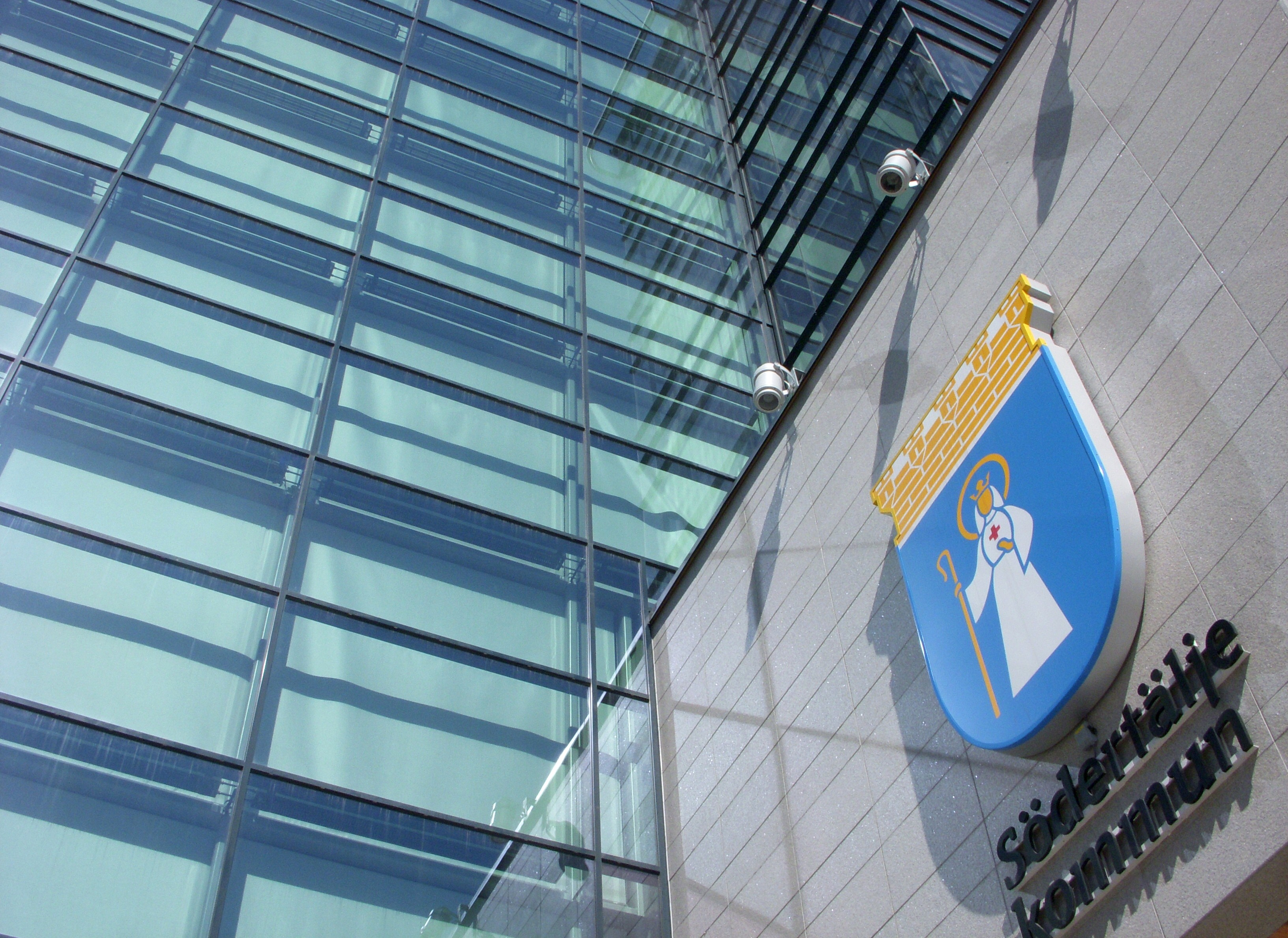
Vy uppåt vid huvudentrén
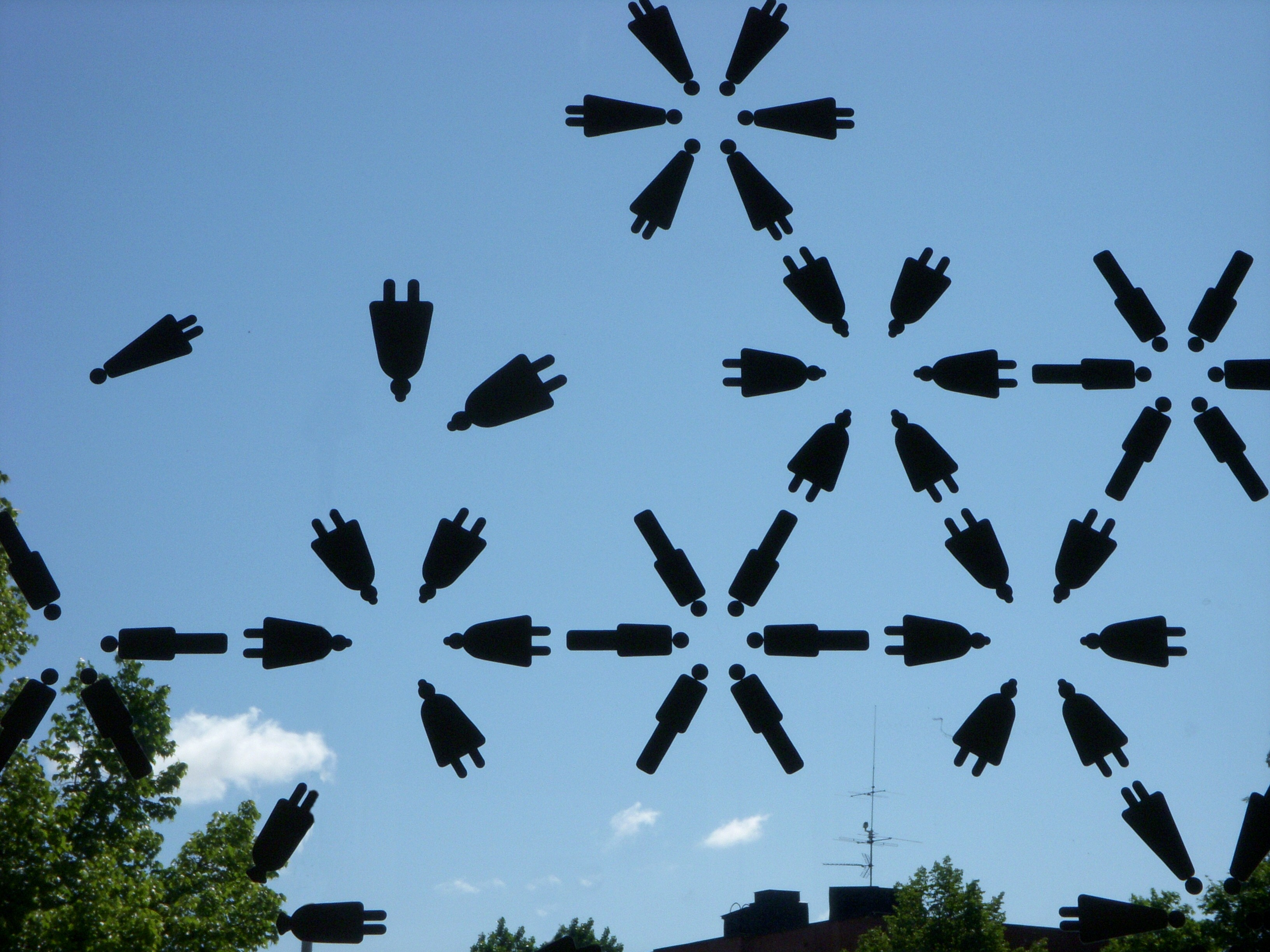
"Gubbar och gummor"